# Kergloff
Kergloff (bret. Kerglof) – miejscowość i gmina we Francji, w regionie Bretania, w departamencie Finistère.
Według danych na rok 1990 gminę zamieszkiwało 720 osób, a gęstość zaludnienia wynosiła 29 osób/km² (wśród 1269 gmin Bretanii Kergloff plasuje się na 711. miejscu pod względem liczby ludności, natomiast pod względem powierzchni na miejscu 379.).